# Ellen Emmet Rand

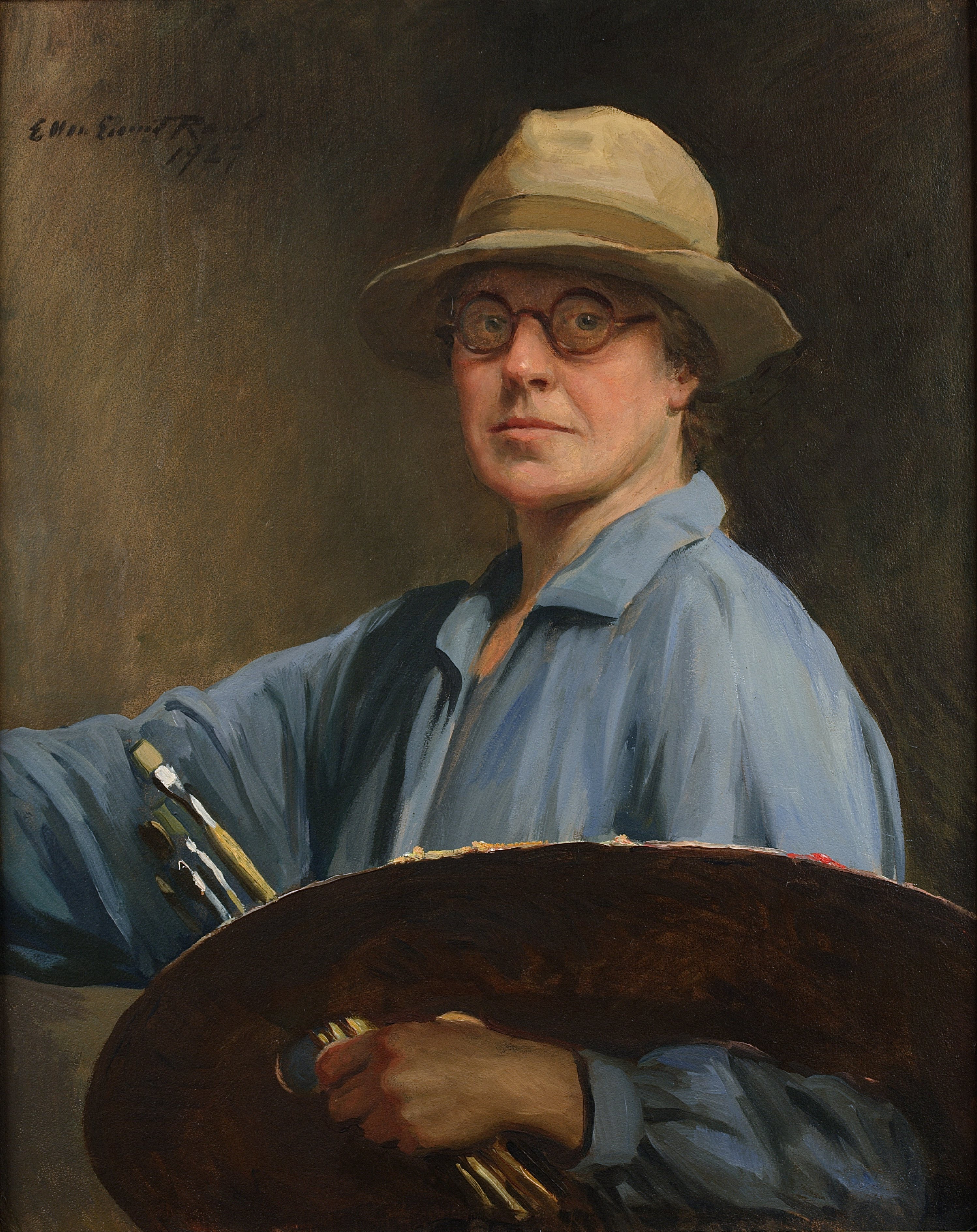
Ellen Emmet Rand, Selbstporträt 1927

Ellen Gertrude Emmet Rand (* 4. März 1875 in San Francisco, Kalifornien; † 18. Dezember 1941 in New York City) war eine US-amerikanische Malerin und Illustratorin. Sie fertigte über 700 Porträts an und gehörte zu den bestbezahlten Künstlerinnen ihrer Zeit. Sie war die erste Frau, die von der Pennsylvania Academy of the Fine Arts mit einer Beck Gold Medal ausgezeichnet wurde.

## Leben und Werk
Rand war das dritte von sechs Kindern des Anwalts Christopher Temple Emmet und von Ellen James Emmet und wurde Bay genannt. Sie war die Urenkelin des Juristen und Politikers Thomas Addis Emmet. Der Schriftsteller Henry James und der Psychologe William James waren ihre Cousins mütterlicherseits und drei Cousinen väterlicherseits waren die Porträtmalerinnen Lydia Field Emmet, Rosina Emmet Sherwood und Jane Emmet de Glehn.
Rand wuchs in San Francisco und San Rafael auf und zog nach dem Tod ihres Vaters um 1884 in die Gegend von New York City. Sie erhielt 1887 Unterricht von dem Bostoner Künstler Dennis Miller Bunker. Von 1889 bis 1893 studierte sie an der Art Students League in New York bei den Malern Kenyon Cox und William Merritt Chase, wo eine ihrer Mitschülerinnen ihre Cousine Lydia war. Von 1893 bis 1894 arbeitete Rand als Illustratorin für die Zeitschrift Vogue und begann 1894 mit der Produktion von Zeichnungen für Harper’s Weekly und Harper’s Bazaar.
1896 reiste sie mit ihrer Familie nach England, wo sie zahlreiche Porträtaufträge erhielt und John Singer Sargent traf, dessen Stil ihren eigenen stark beeinflussen sollte. Anschließend wurde sie in Paris Schülerin des im Ausland lebenden amerikanischen Künstlers Frederick MacMonnies und begann, Bildhauerei zu studieren und Arbeiten aus Ton zu modellieren. Sie malte in dieser Zeit zwei Porträts ihres Lehrers und zu ihren weiteren Werken aus dieser Zeit zählen ein Bildnis ihres Cousins Henry James und ein Porträt ihrer Freundin Mary Foote. Während ihrer Zeit in Paris unternahm sie mehrere Reisen nach England, um Auftragsporträts zu malen, und 1900 erhielt sie eine Bronzemedaille auf der Exposition universelle in Paris.
1900 kehrte sie in die Vereinigten Staaten zurück. Sie etablierte sich in New York City als Porträtmalerin mit einem Atelier am Washington Square South und spezialisierte sich auf Porträts von Männern. Ihre Einzelausstellung in den Durand-Ruel Galleries in New York im Jahr 1902 erregte große Aufmerksamkeit. 1906 veranstaltete sie eine Einzelausstellung mit 90 Gemälden in der Copley Hall in Boston. Die einzigen Künstler, die dort vor ihr mit Einzelausstellungen geehrt wurden, waren James Whistler, John Singer Sargent und Claude Monet.
Rand heiratete am 6. Mai 1911 den Landwirt William Blanchard Rand aus Salisbury, Connecticut, und bekam kurz hintereinander drei Söhne. Danach lebten sie und ihre Familie zwischen New York City, wo sie ihr Atelier unterhielt, und in Salisbury, wo ihr Mann die Familienfarm bewirtschaftete und sich an der Staats- und Kommunalpolitik beteiligte.
Rand stellte regelmäßig an der National Academy of Design und der Pennsylvania Academy of the Fine Arts aus. Sie war während ihres gesamten Ehelebens der wichtigste finanzielle Rückhalt ihrer Familie, insbesondere nach 1929, als ihr Mann durch den Börsencrash den größten Teil seines Vermögens verlor. Infolgedessen nahm sie mehr Aufträge an als in der Vergangenheit und bei den meisten handelte es sich um Porträts führender Geschäftsleute. Zu ihren bekanntesten Porträts aus den 1930er Jahren zählen die von Außenminister Henry L. Stimson und zwei von Franklin D. Roosevelt, von denen eines zum offiziellen Porträt im Weißen Hauses wurde.
Als Rand von einer Malreise nach Virginia zurückgekehrt war, starb sie im Alter von 66 Jahren an einem Herzinfarkt in New York City.
Die größte öffentliche Sammlung von Rands Werken befindet sich im William Benton Museum of Art der University of Connecticut. Die meisten ihrer Gemälde befinden sich in Privatbesitz. Ein Selbstporträt von 1927 gehört der National Academy of Design in New York City.

## Gemälde von Ellen Rand (Auswahl)

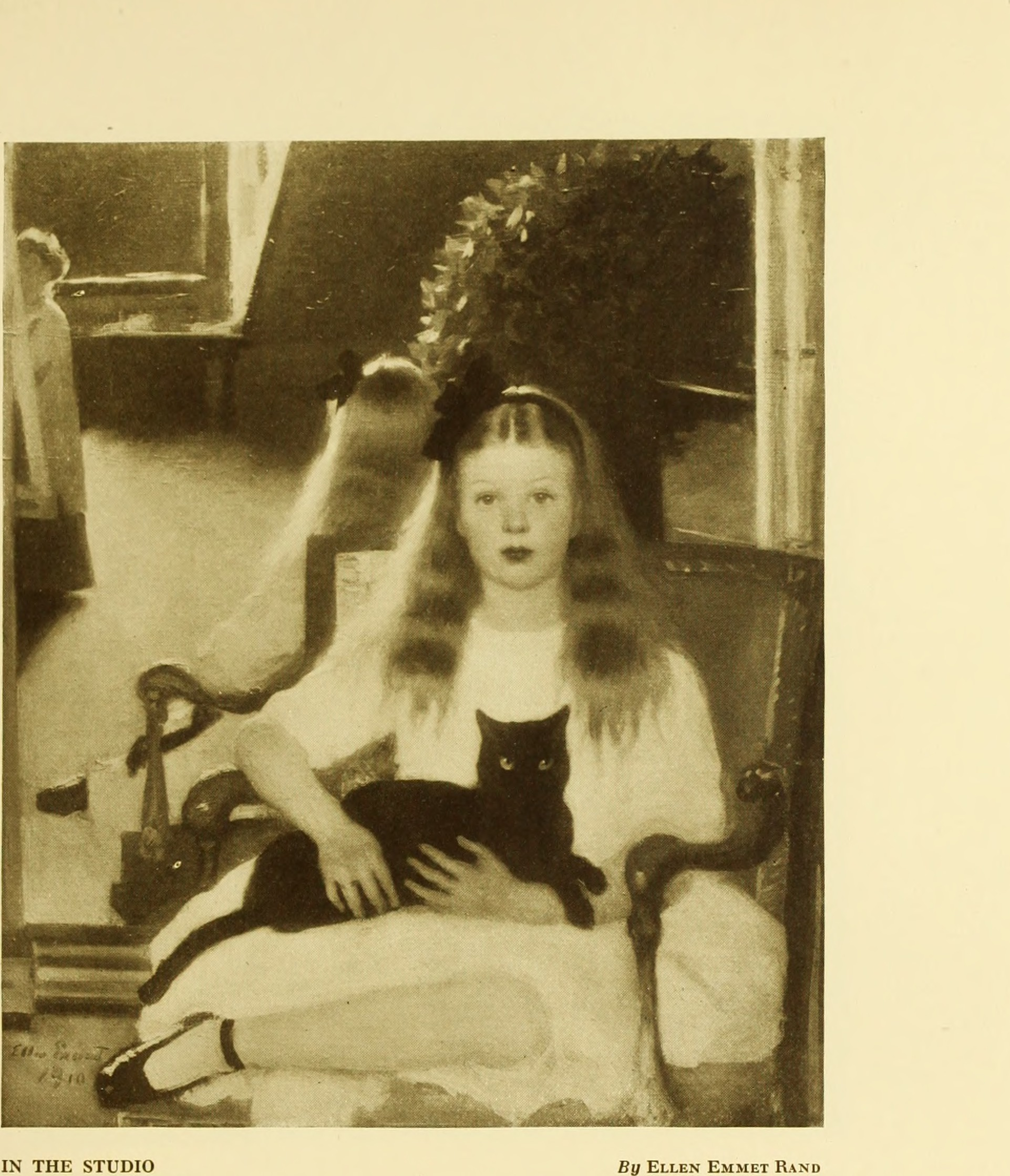
In The Studio, 1916
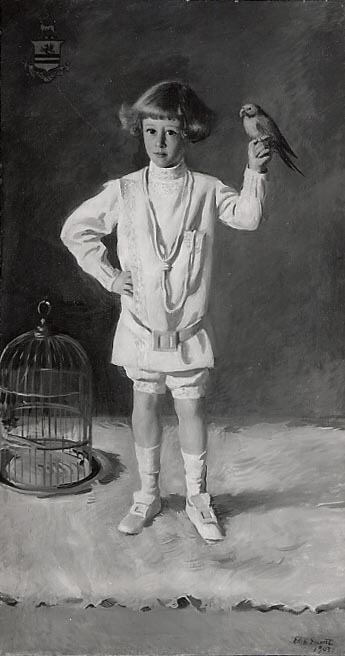
Amory S. Carhart, Jr.
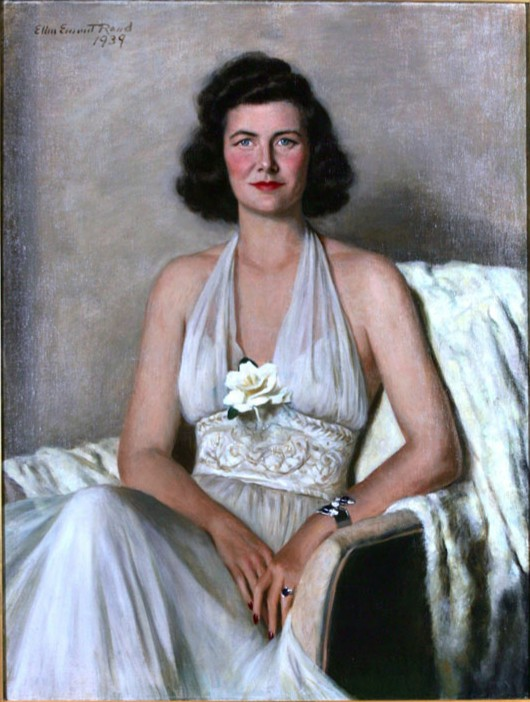
Ann Gordon Colby (Mrs. William H. Vanderbilt III), 1939
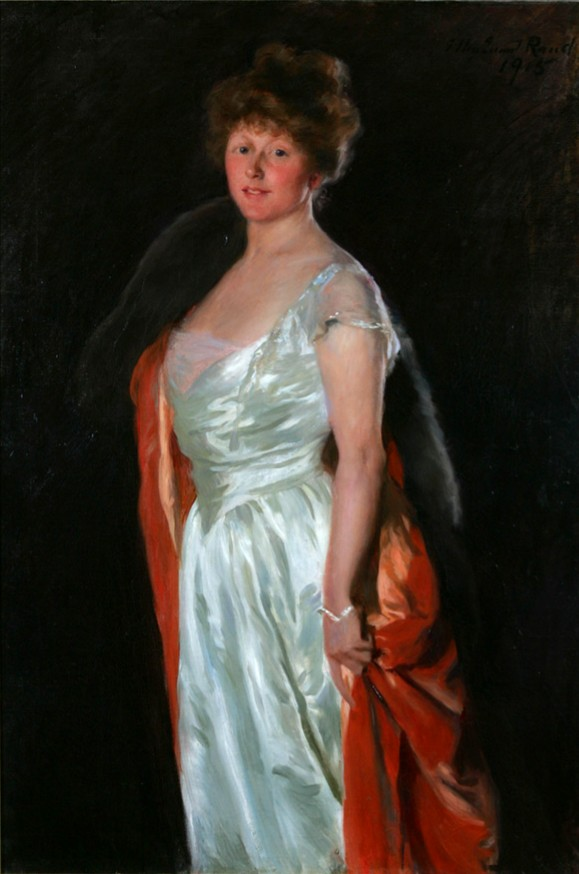
Ellen Tuck French (Mrs. Alfred Gwynne) Vanderbilt, 1915
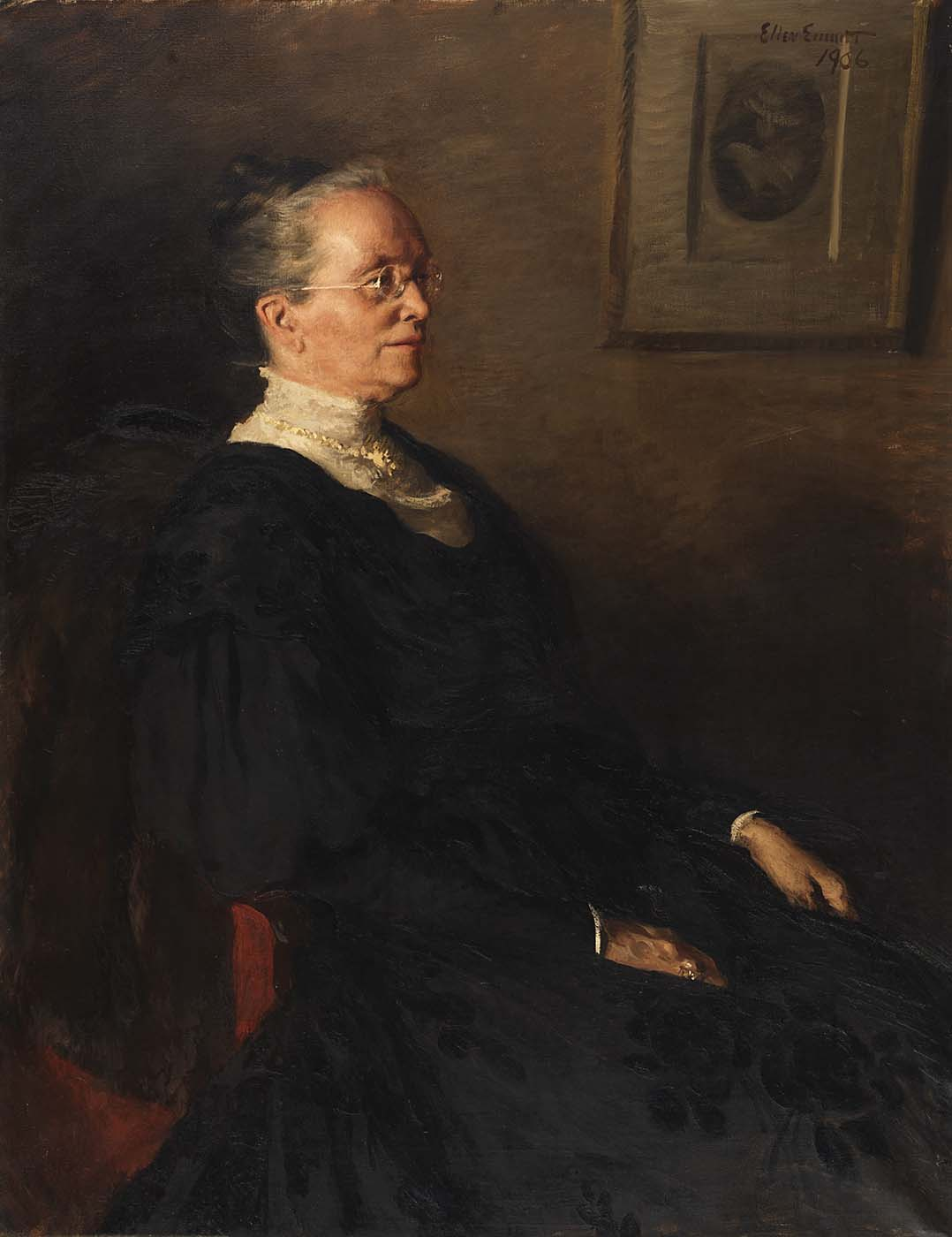
Mrs. Benjamin Franklin Goodrich, 1906
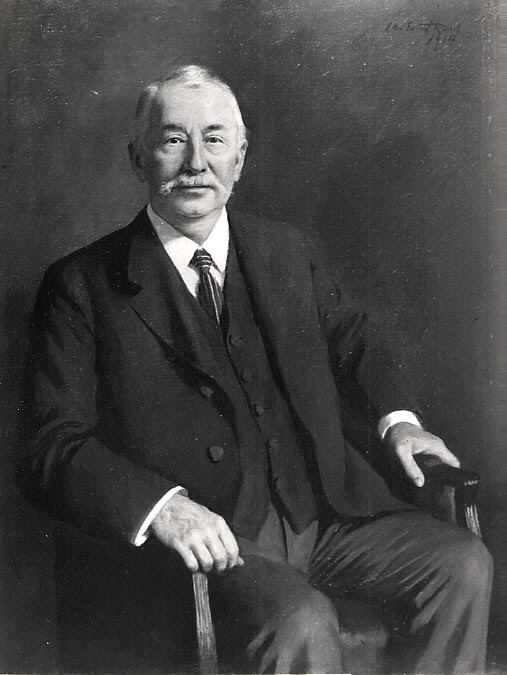
Benjamin Altman, 1914
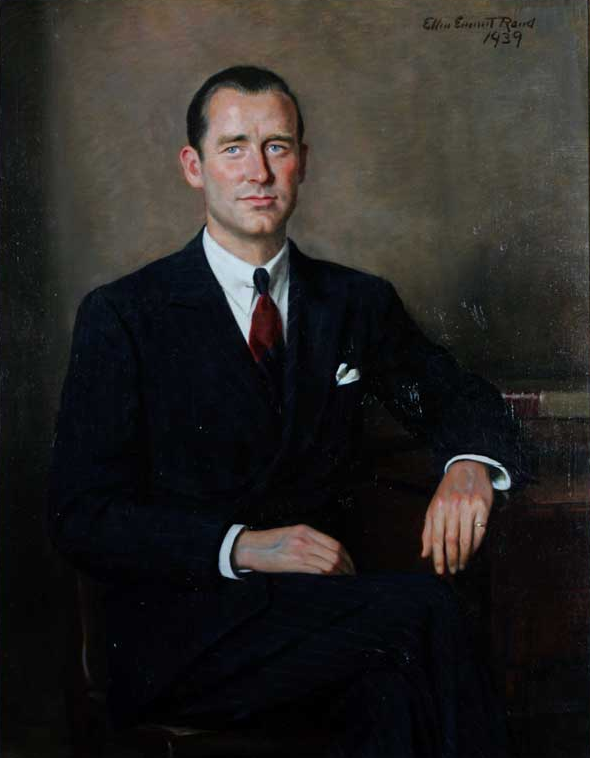
Gouverneur William H. Vanderbilt III
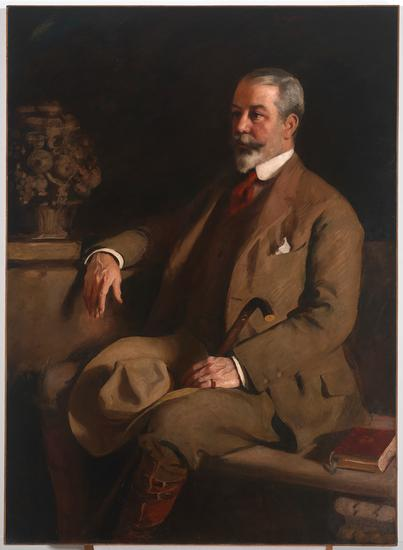
William Bayard Cutting, etwa 1905
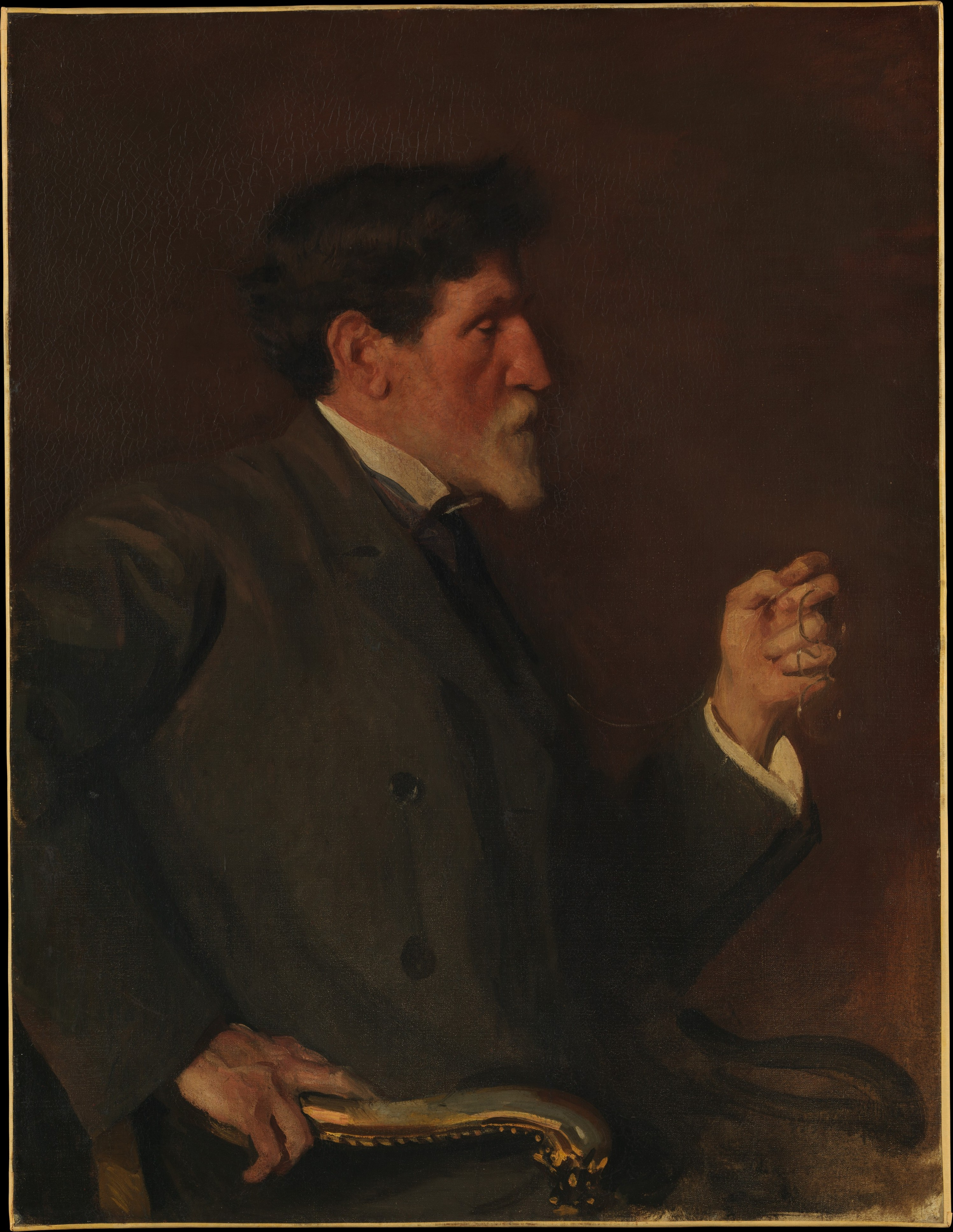
Augustus Saint-Gaudens, etwa 1904
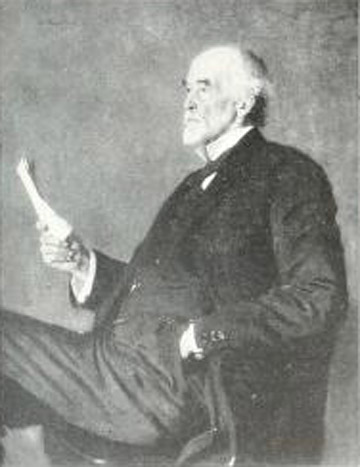
Donald F. Warner, 1922
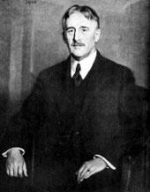
Porträt des 6. Außenministers Henry Lewis Stimson, 1933
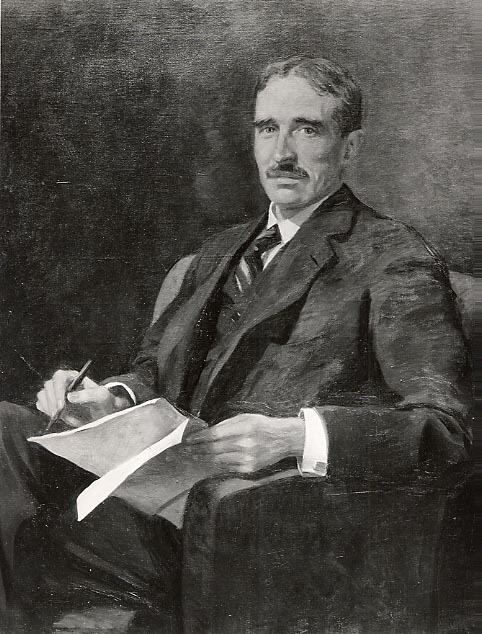
William Sloane Coffin, Sr., 1934
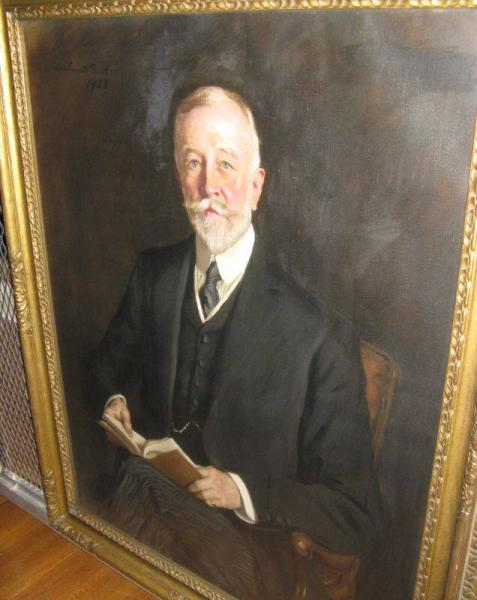
William Rhinelander Stewart, 1923
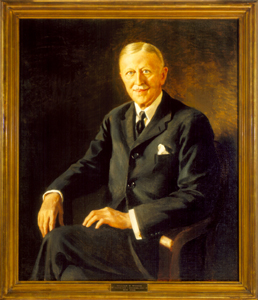
Finanzminister William H. Woodin

## Auszeichnungen
- 1904: Silbermedaille auf der St Louis Worlds Fair
- 1900: Bronzemedaille auf der Exposition Universelle in Paris
- 1915: Goldmedaille auf der Panama-Pacific International Exposition
- 1922: Beck-Goldmedaille der Pennsylvania Academy of Fine Arts
- 1926: Mitglied der National Academy of Design